# Zeszyty Wrocławskie
Zeszyty Wrocławskie – kwartalnik naukowy, poświęcony literaturze i kulturze polskiej, wydawany we Wrocławiu w latach 1947–1952, do roku 1948 przez Koło Miłośników Literatury i Języka Polskiego, a następnie Wydawnictwo im. Ossolińskich. Zespół redakcyjny pisma tworzyli: Anna Kowalska i Tadeusz Mikulski. Kwartalnik finansowało Ministerstwo Kultury i Sztuki oraz Fundusz Kultury Narodowej. „ZW” ukazywały się w nakładzie 1-2 tys. egzemplarzy, w formacie 17x24,3 cm, a numery pisma liczyły od 88 do 274 stron. Kwartalnik został zlikwidowany w 1952 roku z powodów ideologicznych.
Na łamach „ZW” utwory literackie publikowali m.in.: Tadeusz Borowski, Maria Dąbrowska, Tymoteusz Karpowicz, Jarosław Iwaszkiewicz, Wilhelm Mach, Gustaw Morcinek, Wilhelm Szewczyk. W dziale literaturoznawstwa, na który składały się prace z historii i teorii literatury, poetyki i krytyki literackiej, znalazły się szkice, rozprawy i recenzje takich autorów, jak Wacław Borowy, Władysław Czapliński, Stanisław Czernik, Leon Gomolicki, Zdzisław Hierowski, Roman Kaleta, Juliusz Kleiner, Mieczysław Klimowicz, Stanisław Kolbuszewski, Jan Kott, Jerzy Kowalski, Julian Krzyżanowski, Wacław Kubacki, Zbigniew Kubikowski, Henryk Markiewicz, Stanisław Pigoń, Roman Pollak, Stanisław Rospond, Jacek Trznadel, Bogdan Zakrzewski, Czesław Zgorzelski, Jerzy Ziomek, Stefan Żółkiewski. W „ZW” zamieszczano także teksty regionalistyczne o Wrocławiu i Śląsku.
Źródła
- J. Gawałkiewicz, „Zeszyty Wrocławskie” wraz z bibliografią zawartości, [w:] W odzyskanym domu. Almanach literacki wrocławskiego od. ZLP, pod red. B. Butryńczuka i Z. Kubikowskiego, Wrocław 1956
- Z. Kubikowski, Wrocław literacki, Wrocław 1962
- T. Mikulski, Temat Wrocław. Szkice śląskie, Wrocław 1961